# Ерешин (мікрорегіон)

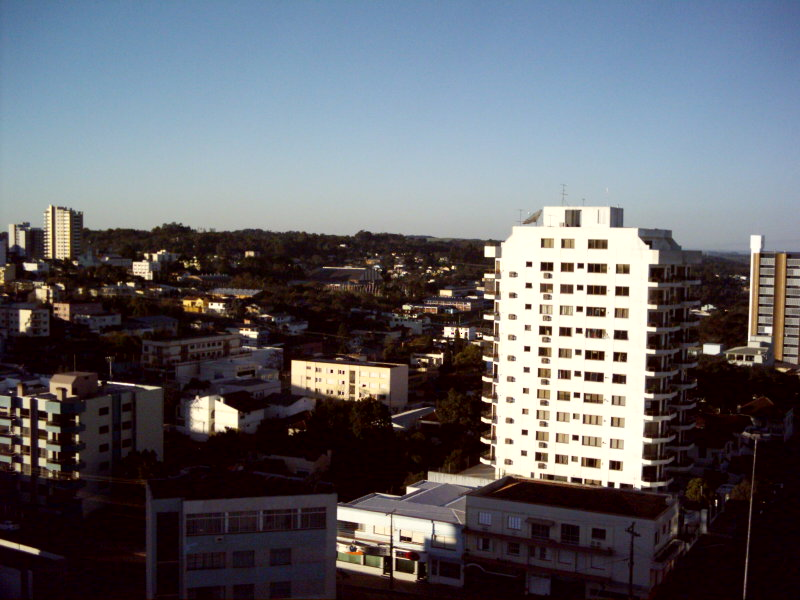
Ерешин

Ерешин на мапі

Ерешин (порт. Microrregião de Erechim) — мікрорегіон у Бразилії, входить до складу штата Ріу-Гранді-ду-Сул.
Складова частина мезорегіону Північний Захід штату Ріу-Гранді-ду-Сул.

## Населення і площа
Населення складає 211 653 осіб (на 2010 рік). Площа — 5 726,583 км². Щільність населення — 36,96 осіб/км².

### Демографія
Згідно з відомостями, зібраними в ході перепису 2010 Національними інститутом географії та статистики (IBGE), населення мікрорегіону становить:
| Повне населення                               | Повне населення                               | Повне населення                               | Повне населення                               | 211 653 |
| --------------------------------------------- | --------------------------------------------- | --------------------------------------------- | --------------------------------------------- | ------- |
| в тому числі:                                 | Міське населення                              | 154 551                                       | Відсоток міського населення, %                | 73,02   |
|                                               | Сільське населення                            | 57 102                                        | Відсоток сільського населення, %              | 26,98   |
|                                               | Чоловіче населення                            | 104 061                                       | Відсоток чоловічого населення, %              | 49,17   |
|                                               | Жіноче населення                              | 107 592                                       | Відсоток жіночого населення, %                | 50,83   |
| Щільність населення, осіб/км²                 | Щільність населення, осіб/км²                 | Щільність населення, осіб/км²                 | Щільність населення, осіб/км²                 | 36,96   |
| Населення мікрорегіону в % до населення штату | Населення мікрорегіону в % до населення штату | Населення мікрорегіону в % до населення штату | Населення мікрорегіону в % до населення штату | 1,98    |

## Статистика
- Валовий внутрішній продукт на 2003 становить 2 704 281 942,00 реалів (дані: Бразильський інститут географії і статистики).
- Валовий внутрішній продукт на душу населення на 2003 становить 12 514,84 реалів (дані: Бразильський інститут географії і статистики).
- Індекс людського розвитку на 2000 становить 0,778 (дані: Програма розвитку ООН).

## Склад мікрорегіону
До складу мікрорегіону включено наступні муніципалітети:
1. Аратіба
2. Барра-ду-Ріу-Азул
3. Баран-ді-Котежіпі
4. Бенжамін-Констант-ду-Сул
5. Кампінас-ду-Сул
6. Карлус-Гоміс
7. Сентенаріо
8. Крузалтенсі
9. Ентрі-Ріус-ду-Сул
10. Еребангу
11. Ерешін
12. Ервал-Гранді
13. Естасау
14. Фашіналзінью
15. Флоріанові-Пейшоту
16. Гаурама
17. Жетулью-Варгас
18. Іпіранга-ду-Сул
19. Ітатіба-ду-Сул
20. Жакутінга
21. Марселіну-Рамус
22. Маріану-Мору
23. Паулу-Бенту
24. Понті-Прета
25. Куатру-Ірманс
26. Северіану-ді-Алмейда
27. Сан-Валентин
28. Трес-Арроюс
29. Віадутус
30. Ауреа